# Rae Sremmurd
Rae Sremmurd é uma dupla americana de hip hop composta pelos irmãos, Khalif "Swae Lee" Brown (nascido em 7 de junho de 1995) e Aaquil "Slim Jxmmi" Brown (nascido em dezembro 29, 1993) em Tupelo, Mississippi. Seu álbum de estréia SremmLife foi lançado em 6 de janeiro de 2015. O nome "Rae Sremmurd" é derivado da casa de rótulo da dupla, EarDrummers, por soletrar cada palavra para trás, enquanto também figura no top ten em territórios em todo o mundo, e "No Type", "No Flex Zone " e " Throw Sum Mo "de SremmLife. A dupla ficou conhecida mundialmente pelo hit número 1 "Black Beatles" na Billboard Hot 100, principal parada de singles  dos Estados Unidos. 

## História
A dupla tinha trabalhado durante vários anos sob o apelido "Dem Outta St8 Boyz", produzindo música em casa e jogando em festas locais no porão da mãe e bares. Naquela época, eles passaram pelos nomes Kid Krunk (Swae Lee), Caliboy (Slim Jxmmi) e Lil Pantz. Lil Pantz não faz mais parte do grupo. Usaram o dinheiro de seus trabalhos a tempo parcial para comprar o equipamento, o curso e a audição para competições. Os meninos e o seu irmão Adelio que eles não conhecem se apresentaram como um trio com um membro adicional chamado Andre Harrys, e apareceram na televisão durante o segmento "Wild Out Wednesday" no hip hop da BET e no show de 106 e Park R&B. O trio apareceu no segmento pela segunda vez, terminou em segundo lugar geral na competição e organizou reuniões com representantes das gravadoras Def Jam Recordings e Sony Music. No entanto, eles não assinaram nenhuma transação discográfica naquela época. Rae Sremmurd lançou seu álbum de estréia, SremmLife, em 6 de janeiro de 2015. O album estreou no número 5 no Billboard 200 dos EUA, e foi apoiado e gerado por quatro singles. A canção ganhou a atenção considerável, depois que foi remixed oficialmente caracterizando os rappers Nicky Minaj e Pusha T. O único alcançou o número 36 no Billboard dos EU 100 quentes. Em 15 de setembro de 2014, lançaram seu segundo single, intitulado "No Type", que subiu para o número 16 na Billboard Hot 100. Ambos os singles foram certificados platina pela Recording Industry Association of America (RIAA). O terceiro single do álbum "Throw Sum Mo", que apresenta vocais convidados de rappers americanos Nicki Minaj e Young Thug, foi lançado em 9 de dezembro de 2014. A música chegou ao número 30 no Billboard Hot 100. "This Could Be Us" passou a ser o quarto single de SremmLife, e foi lançado no rádio contemporâneo urbano adulto dos EUA em 21 de abril de 2015. Em 29 de setembro de 2015, eles lançaram seu quinto single do álbum, Come Get Her ".
Em 16 de junho de 2016, Rae Sremmurd anunciou que seu próximo álbum, SremmLife 2, seria lançado em 12 de agosto de 2016. O álbum inclui a primeira canção número um do Billboard "Black Beatles", que superou o gráfico na edição datada de 26 de novembro de 2016. Também deu a Gucci Mane seu primeiro número um. Em 12 de agosto de 2016, Swae Lee anunciou seu álbum solo de estréia, Swaecation. Em 2016, Rae Sremmurd entrou em uma disputa com Ebro Darden sobre o ranking do complexo deles de sua lista de fim de ano. No dia 14 de novembro, a música "Black Beatles" do duo desbancou a música "Closer" do The Chainsmokers que passou 12 semanas no topo da parada. "Black Beatles" foi lançado em setembro de 2016 e se tornou um viral por conta do desafio do manequim que já envolveu diversos famosos como Lady Gaga e Cristiano Ronaldo. 

## Discografia

### Álbuns
- SremmLife (2015)
- SremmLife 2 (2016)
- SR3MM (2018)

### Singles
- 2014: No Flex Zone
- 2014: No Type
- 2014: Throw Sum Mo
- 2015: Come Get Her
- 2015: This Could Be Us
- 2016: By Chance
- 2016: Look Alive
- 2016: Black Beatles
- 2017: Swang
- 2017: Perplexing Pegasus
- 2018: T'd Up
- 2018: Powerglide (featuring Juicy J)

#### Como artistas convidados
- 2014: One Touch (Baauer featuring AlunaGeorge & Rae Sremmurd)
- 2015: Burn Slow (Wiz Khalifa featuring Rae Sremmurd)
- 2015: Blasé (Ty Dolla Sign featuring Future & Rae Sremmurd)

## Desempenho nas tabelas musicais
| Música          | Parada            | Posição | Ref   |
| --------------- | ----------------- | ------- | ----- |
| "Black Beatles" | Billboard Hot 100 | nº 1    | [ 4 ] |